# Eduardo Cabrera Ganoza
Eduardo Felipe Cabrera Ganoza (Lima, 11 de abril de 1947-Lima, 26 de febrero de 2020) fue un ingeniero y político peruano. Fue congresista de la República por el departamento de Ica durante el periodo 2011-2016.
Nació en Lima, Perú, el 11 de abril de 1947. Cursó sus estudios primarios y secundarios en el Colegio Sagrados Corazones Recoleta de su ciudad natal. Entre 1970 y 1975 cursó estudios superiores de ingeniería geológica en la Universidad Nacional Mayor de San Marcos. Su actividad profesional se dio en el ámbito privado como gerente o presidente de directorio de empresas y propietario de un fundo agrícola en el departamento de Ica.
Su participación política se dio principalmente dentro del fujimorismo. Tentó la Presidencia regional de Ica en las elecciones regionales del 2006, del 2010 y del 2018 sin obtener la elección en ninguna de ellas. En las elecciones regionales del 2010 disputó la elección en segunda vuelta perdiendo frente el candidato Alonso Navarro Cabanillas. En las elecciones generales del 2011 postuló por única vez al Congreso de la República por el partido fujimorista Fuerza 2011 obteniendo la elección como congresista por Ica.
Durante su gestión como congresista, participó en la formulación de 126 proyectos de ley de los que 28 fueron aprobados como leyes de la República.
Falleció en la ciudad de Lima, el 26 de febrero del 2020 víctima de una neumonía. Fue enterrado en el cementerio Parque de Recuerdo de Lurín.